# Бодрог
Бо́дрог (словац. Bodrog, венг. Bodrog) — река в Словакии (Кошицкий край) и Венгрии (медье Боршод-Абауй-Земплен). Река Бодрог судоходна. Главные притоки — Латорица, Ондава и Ронява.
Река Бодрог берёт начало в центральной части Восточнословацкой низменности при слиянии рек Латорица и Ондава. Течёт на юго-запад, пересекает словацко-венгерскую границу рядом с деревней Борша. Впадает в Тису в районе города Токай. Русло реки извилистое. На реке Бодрог расположен венгерский город Шарошпатак.